# Andrzej Wierzbicki (polityk)

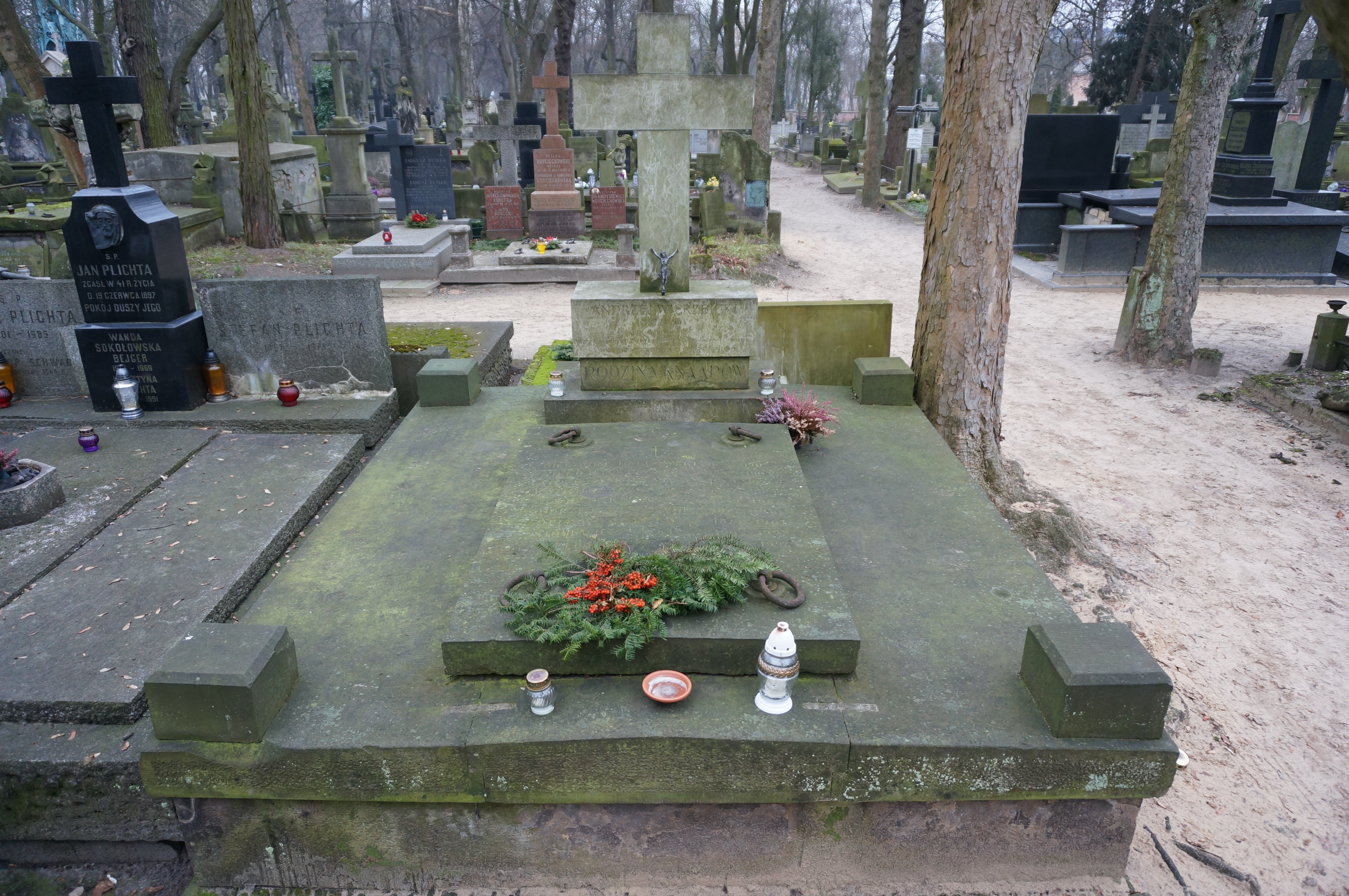
Grób Andrzeja Wierzbickiego na cmentarzu Powązkowskim

Andrzej Wierzbicki (ur. 7 czerwca 1877 w Chawie, zm. 11 lutego 1961 w Warszawie) – polski działacz gospodarczy, od 1919 dyrektor naczelny, a od 1932 do 1939 prezes zarządu Centralnego Związku Polskiego Przemysłu, Górnictwa, Handlu i Finansów („Lewiatan”), poseł na Sejm Ustawodawczy oraz Sejm I i IV kadencji w II RP z ramienia Związku Ludowo-Narodowego oraz Bezpartyjnego Bloku Współpracy z Rządem.

## Życiorys
Syn Andrzeja i Marii z Męczyńskich. Skończył IV Gimnazjum w Warszawie, a następnie Petersburski Państwowy Instytut Technologiczny w Petersburgu ze stopniem inżyniera technologa (1903). W Petersburgu był współorganizatorem i działaczem koła „Zetu” (tajnego Związku Młodzieży Polskiej). W latach 1903–1912 pracował jako inżynier Rosyjskiego Towarzystwa Dróg Elektrycznych i Oświetlenia Elektrycznego, jednocześnie pełniąc funkcję sekretarza, wiceprezesa Oddziału Mechanicznego i członka Rady Towarzystwa Fabrykantów w Petersburgu. W 1912 roku przyjął stanowisko dyrektora Towarzystwa Przemysłowców Królestwa Polskiego i przeniósł się z rodziną z Petersburga do Warszawy. Był członkiem Ligi Narodowej przed 1914 rokiem. W czasie I wojny światowej członek Centralnego Komitetu Obywatelskiego i Rady Głównej Opiekuńczej. Mianowany członkiem Rady Stanu w 1918 roku. Po uzyskaniu niepodległości dyrektor naczelny, później zaś prezes Centralnego Związku Polskiego Przemysłu, Górnictwa, Handlu i Finansów Lewiatan. Z ramienia Komitetu Narodowego Polskiego przewodniczył polskiej Delegacji Ekonomicznej na konferencję pokojową w Paryżu 1918–1919.
W październiku 1918 roku piastował funkcję ministra przemysłu i handlu w rządzie premiera Józefa Świeżyńskiego, powołanym przez Radę Regencyjną. W latach 1919–1927 i 1935–1937 był posłem na Sejm. Kierował pracami Komisji Opiniodawczej przy prezesie Komitetu Ekonomicznego Rady Ministrów. Był świetnym mówcą. W 1913 roku został członkiem Stronnictwa Narodowo-Demokratycznego. Z endecją związany był do 1928 roku. W 1939 członek Komitetu Obywatelskiego przy dowódcy Armii „Warszawa”. Za udział w obronie Warszawy otrzymał Krzyż Walecznych (Rozkaz Dzienny No 4 z dn. 26 września 1939).
Przez cały okres międzywojenny wpływał na kierunki rozwoju gospodarki kraju. Stworzył lobby działające na rzecz ustanowienia jasnych reguł funkcjonowania gospodarki. Skonsolidował krajowych przedsiębiorców. Zwolennik gospodarki liberalnej. Wywierał w latach dwudziestych i trzydziestych XX wieku duży wpływ na politykę gospodarczą rządu, zręcznie przeciwstawiając się silnym wówczas tendencjom etatystycznym. Od 1928 do 1939 roku był radcą Izby Przemysłowo-Handlowej w Warszawie, współpracownikiem Czesława Klarnera.
Po wojnie zajmował się problemem odbudowy kraju, zagospodarowania Ziem Odzyskanych. Współpracował z izbami przemysłowo-handlowymi. Zarabiał tłumaczeniami z rosyjskiego. W latach 50. XX wieku spisał wspomnienia, opublikowane pt. Wspomnienia i dokumenty: 1877–1920 (Warszawa 1958); dalszy ciąg pozostawał w maszynopisie, zdeponowanym w Instytucie Historii PAN w Warszawie. Po latach ukazała się publikacja: Żywy Lewiatan: wspomnienia, wstęp i opracowanie Piotr Wierzbicki (Warszawa: Krajowa Agencja Wydawnicza, 2001).
Został pochowany na cmentarzu Powązkowskim (kwatera C-2-30,31).

## Ordery i odznaczenia
- Krzyż Komandorski z Gwiazdą Orderu Odrodzenia Polski (27 listopada 1929)[9]
- Krzyż Walecznych (26 września 1939)
- Złoty Krzyż Zasługi (11 listopada 1934)[10]

## Nagroda im. Andrzeja Wierzbickiego
Konfederacja Lewiatan corocznie przyznaje wyróżniającym się przedsiębiorcom nagrody imienia A. Wierzbickiego przedsiębiorcom, którzy osiągnęli sukces w biznesie, jednocześnie aktywnie działając na rzecz środowiska, w którym funkcjonują.
Laureaci nagrody
- Adam i Jerzy Krzanowscy (2004)
- Piotr Soyka (2005)
- Krzysztof Pawiński (2006)
- Solange i Krzysztof Olszewscy (2007)
- Leszek Czarnecki (2010)
- Jerzy Starak (2011)
- Leszek Gierszewski (2015)
- Igor Klaja (2016)
- Paweł Szataniak (2017)
- Michał Akszak-Okińczyc (2019)
- Andrzej Koźmiński (2021)